# 船尾停留場
船尾停留場（ふなおていりゅうじょう）は、大阪府堺市西区浜寺諏訪森町中2丁にある阪堺電気軌道阪堺線の停留場。駅番号はHN29。

## 歴史
- 1912年（明治45年）4月1日：阪堺電気軌道により開業。
- 1915年（大正4年）6月21日：南海鉄道との合併により、同鉄道の駅となる。
- 1944年（昭和19年）6月1日：会社合併により近畿日本鉄道の駅となる。
- 1947年（昭和22年）6月1日：路線譲渡により南海電気鉄道の駅となる。
- 1980年（昭和55年）12月1日：路線譲渡により阪堺電気軌道の駅となる[1]。

## 停留場構造
新設軌道上の地上駅で、単式ホームが踏切をはさんで互い違いに配置（千鳥式配置）されている。

## 停留場周辺
- 南海電気鉄道南海本線 諏訪ノ森駅
- 諏訪森本通商店街
- 堺市立浜寺小学校
- 堺市立浜寺東小学校
- 堺市立浜寺中学校
- 泉州看護専門学校
- イオンタウン諏訪の森（KOHYO諏訪ノ森店）
- 堺聖テモテ教会

## その他
- 当駅 - 浜寺駅前停留場間に、1944年（昭和19年）まで海道畑駅（かいどうばたえき）があり、阪堺電鉄（後の大阪市電阪堺線）との乗り換え駅でもあった。

## 隣の停留場
阪堺電気軌道
■阪堺線
石津停留場 (HN28) - 船尾停留場 (HN29) - 浜寺駅前停留場 (HN31)
- （）内は駅番号を示す。なお、駅番号HN30は欠番となっている。